# Ronde van Italië 2011/Tweede etappe

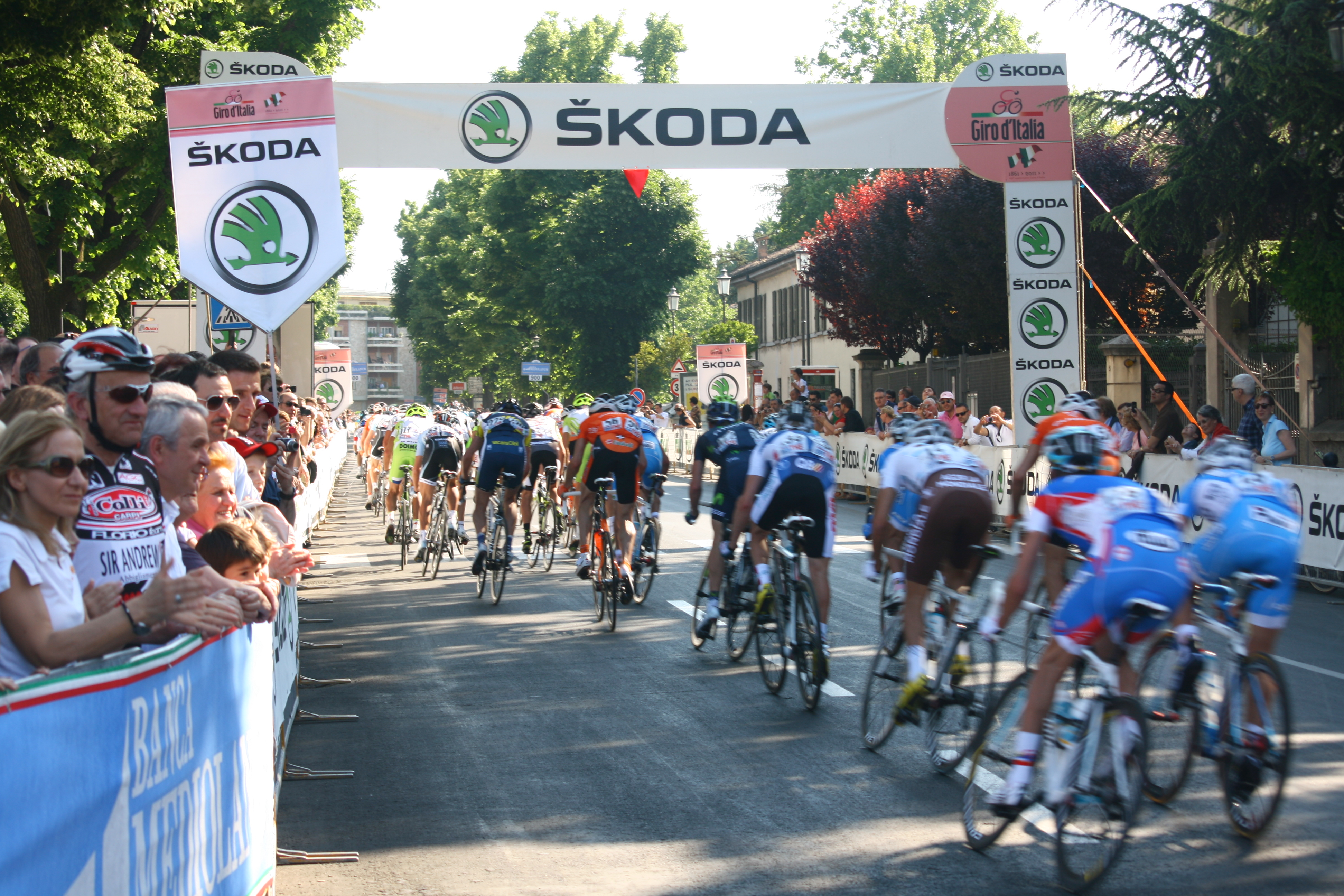
Momentopname uit de tweede etappe van de Ronde van Italië 2011

De tweede etappe van de Ronde van Italië 2011 werd op 8 mei 2011 verreden. Het was een vlakke rit over een afstand van 242 km tussen Alba en Parma.

## Verloop van de etappe
De tweede etappe in deze Giro was meteen ook de langste. De renners moesten 242 kilometer afleggen om in Parma aan te komen. Een man kon zijn benen niet bedwingen, en ging in de aanval, maar na 200 eenzame kilometers moest Omega Pharma-Lotto-renner Sebastian Lang toch zwichten voor het aanstormende peloton. Hij mag wel de groene bergtrui aantrekken. Een massasprint kondigde zich aan. In die massasprint was de Italiaan Alessandro Petacchi de snelste, goed voor zijn 22e Giro-ritzege. Die andere topspurter Mark Cavendish werd tweede en mocht zichzelf ook in het roze hijsen, maar maakte na de finish toch veel misbaar richting Petacchi omwille van zogezegd roekeloos spurtgedrag. De jury besliste echter dat er niets mis was met de sprint van Petacchi. Derde werd de Italiaan Manuel Belletti.

## Uitslagen
| Alba-Parma 242 km |                     |                     |          |
| Plaats            | Naam                | Ploeg               | Tijd     |
| Winnaar           | Alessandro Petacchi | Lampre-ISD          | 5u45'20" |
| 2                 | Mark Cavendish      | Team HTC-High Road  | z.t.     |
| 3                 | Manuel Belletti     | Colnago-CSF Inox    | z.t.     |
| 4                 | Roberto Ferrari     | Androni Giocattoli  | z.t.     |
| 5                 | Borut Božič         | Vacansoleil-DCM     | z.t.     |
| 6                 | Davide Appollonio   | Team Sky            | z.t.     |
| 7                 | Tyler Farrar        | Team Garmin-Cervélo | z.t.     |
| 8                 | Robbie McEwen       | Team RadioShack     | z.t.     |
| 9                 | Wouter Weylandt     | Team Leopard-Trek   | z.t.     |
| 10                | Matteo Montaguti    | Ag2r-La Mondiale    | z.t.     |
|                   |                     |                     |          |
| 15                | Dennis van Winden   | Rabobank            | z.t.     |

| Algemeen klassement |                     |                    |          |
| Plaats              | Naam                | Ploeg              | Tijd     |
| Roze trui           | Mark Cavendish      | Team HTC-High Road | 6u06'27" |
| 2                   | Kanstantsin Siwtsow | Team HTC-High Road | + 0'12"  |
| 3                   | Craig Lewis         | Team HTC-High Road | z.t.     |
| 4                   | Marco Pinotti       | Team HTC-High Road | z.t.     |
| 5                   | Lars Bak            | Team HTC-High Road | z.t.     |
| 6                   | Alessandro Petacchi | Lampre-ISD         | + 0'16"  |
| 7                   | Robbie McEwen       | Team RadioShack    | + 0'22"  |
| 8                   | Fumiyuki Beppu      | Team RadioShack    | z.t.     |
| 9                   | Jaroslav Popovytsj  | Team RadioShack    | z.t.     |
| 10                  | Tiago Machado       | Team RadioShack    | z.t.     |
|                     |                     |                    |          |
| 14                  | Jan Bakelants       | Omega Pharma-Lotto | + 0'34"  |
| 34                  | Dennis van Winden   | Rabobank           | + 0'38"  |

## Nevenklassementen
| Puntenklassement |                     |                    |        |
| Plaats           | Naam                | Ploeg              | Punten |
| Rode trui        | Alessandro Petacchi | Lampre-ISD         | 25     |
| 2                | Mark Cavendish      | Team HTC-High Road | 20     |
| 3                | Manuel Belletti     | Colnago-CSF Inox   | 16     |
|                  |                     |                    |        |
| 5                | Wouter Weylandt     | Team Leopard-Trek  | 13     |
| 19               | Dennis van Winden   | Rabobank           | 1      |

| Bergklassement |                   |                     |        |
| Plaats         | Naam              | Ploeg               | Punten |
| Groene trui    | Sebastian Lang    | Omega Pharma-Lotto  | 3      |
| 2              | Valerio Agnoli    | Liquigas-Cannondale | 2      |
| 3              | Cristiano Salerno | Liquigas-Cannondale | 1      |

| Jongerenklassement |                   |                    |          |
| Plaats             | Naam              | Ploeg              | Tijd     |
| Witte trui         | Bjørn Selander    | Team RadioShack    | 6u06'49" |
| 2                  | Jan Bakelants     | Omega Pharma-Lotto | + 0'10"  |
| 3                  | Gert Dockx        | Omega Pharma-Lotto | + 0'12"  |
|                    |                   |                    |          |
| 9                  | Dennis van Winden | Rabobank           | + 0'16"  |

| Ploegenklassement |                     |           |
| Plaats            | Ploeg               | Tijd      |
| 1                 | Team HTC-High Road  | 17u37'59" |
| 2                 | Team RadioShack     | + 0'10"   |
| 3                 | Liquigas-Cannondale | + 0'22"   |

1e etappe ·
2e etappe ·
3e etappe ·
4e etappe ·
5e etappe ·
6e etappe ·
7e etappe ·
8e etappe ·
9e etappe ·
10e etappe ·
11e etappe ·
12e etappe ·
13e etappe ·
14e etappe ·
15e etappe ·
16e etappe ·
17e etappe ·
18e etappe ·
19e etappe ·
20e etappe ·
21e etappe
Startlijst · Eindstanden · Afbeeldingen